# سال ژولینی (اخترشناسی)
سال ژولینی (به انگلیسی: Julian year) (نماد: a) در اخترشناسی یک واحد زمان است که برای اخترشناسی به کار می‌رود و دقیقاً برابر ۳۶۵٫۲۵ روز که هر روز ۸۶٬۴۰۰ ثانیه است که در مجموع به ۳۱٬۵۵۷٬۶۰۰ ثانیه می‌رسد. این زمان با سال خورشیدی و سال ژولینی و سال گریگوری مقداری متفاوت است
به خاطر ثابت بودن مقدار آن برای مقایسه و اندازه‌گیری اتحادیه بین‌المللی اخترشناسی استفاده از آن را برای بیان موارد نجومی توصیه کرد. مثلاً بیان دوره مداری پلوتو به سال ژولینی برابر ۲۴۸ سال است که به راحتی نتیجه می‌دهد که این مقدار برابر ۷۸۲۸ میلیون ثانیه است.
همچنین تعریف سال نوری کاملاً وابسته به سال ژولینی اخترشناسی است زیرا مقدار آن برابر طولی است که نور در یک سال ژولینی می‌پیماید.